# Metagovea philipi
Metagovea philipi - gatunek kosarza z podrzędu Cyphophthalmi i rodziny Neogoveidae.

## Występowanie
Gatunek znany tylko z jaskini Los Taxos w prowincji Morona-Santiago w Ekwadorze.